# Axis & Allies
Axis & Allies er et populært brætspil om 2. verdenskrig, hvor op til fem personer kan kontrollere enten Axis (Nazi-Tyskland eller Japan), eller Allies (Storbritannien, USA eller Sovjetunionen).
Målet er at vinde krigen ved at overtage nok fjendtlige territorier.
Det første spil er designet af Larry Harris og udgivet af Nova Games, før det blev genudgivet og udbredt af Milton Bradley Company. Milton Bradley udgav spillet som en del af deres Gamemaster-serie i 1984, og det var det mest succesrige af de fem. I april 2004 udgav Hasbro-datterselskabet Avalon Hill en revideret udgave.
I efteråret 2008 kom en anniversary edition i et begrænset oplag. Nu var det også muligt at spille Italien og Kina, Kina dog styret af USA.
I december 2009 kom et nyt Pacific-spil, der kan slås sammen med et Europe-spil fra sommeren 2010. De kan spilles hver for sig eller samlet som et kæmpe-Axis & Allies.

## Versioner
Spillet findes i flere versioner:
- Axis & Allies
- Axis & Allies D-Day
- Axis & Allies Europe
- Axis & Allies Pacific
- Axis & Allies Guadalcanal
- Axis & Allies Battle of the Bulge
- Axis & Allies Anniversary Edition
- Axis & Allies 1942
- Axis & Allies Miniatures
- Axis & Allies: Europe 1940 2nd Edition
- Axis & Allies: Pacific 1940 2nd Edition
- Axis & Allies: WWI 1914 – Første Verdenskrig

NB! Axis & Allies: Europe 1940 2nd Edition og Axis & Allies: Pacific 1940 2nd Edition, kan kombineres til Axis & Allies: Global 1940 2nd Edition, der er det største spilbræt, som er lavet til spilserien.